# Arghun Khan
Arghun Khan (en mongol: ᠠᠷᠭᠤᠨ; vers 1258- 7 de març de 1291) fou el quart il-kan de Pèrsia, del 1284 al 1291. Era fill d'Abaqa i com el seu pare era budista i amb certes simpaties pels cristians (la seva mare era la cristiana Doquz Khatun) i amb general tolerància.
Va tenir nombroses esposes i la favorita fou Bulughan o Buluqan, mare de Ghazan i Oldjeitu, que després foren kans (Oldjeitu fou batejat com a cristià amb el nom de Nicolau del papa Nicolau IV). Una germana seva, Oldja, es va casar amb Vakhtang III de Geòrgia. El seu ministre de finances fou el jueu Saad al-Dawla.

## Biografia

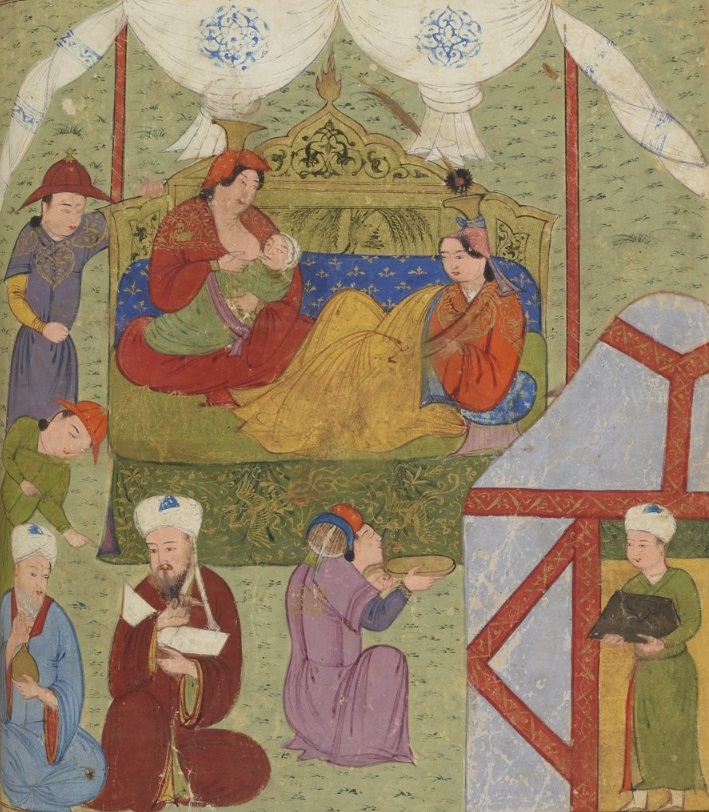
L'esposa d'Arghun, Buluqhan Khatun mare de Ghazan

A la mort d'Abaka va retirar la seva candidatura a la successió en favor del seu oncle Ahmad Takudar amb el qual va tenir una constant rivalitat. El 1283 es va traslladar al Khurasan i es va revoltar; les forces d'Ahmad dirigides per Alinak Ak Kadja foren derrotades prop de Qazwin (4 de maig de 1284) però finalment es va haver de sotmetre a Ahmad que hi va anar personalment; l'il-khan no el va voler executar i el va posar sota custòdia del general Alinak, però un oficial dissident anomenqt Buka (Buqa) un dia va matar Alinak i a tots els que custodiaven al príncep i el va alliberar; llavors l'autoritat d'Ahmad va trontollar i es van produir nombroses desercions, i l'il-khan fou detingut quan fugia cap al Caucas. L'endemà Arghun era proclamat kan i el seu oncle era executat (11 d'agost de 1284); una segona entronització es va produir el 7 d'abril de 1286 quan es va rebre el diploma del gran kan Kubilai.
Els seus ministres principals foren el general Buqa (els primers tres anys) i Sad-ad-Dawla (un metge jueu); Buqa tenia com a lloctinent a Shams al-Din Djuwayni però barallats els dos homes, Djuwayni fou executat acusat d'enriquiment (16 d'octubre de 1284) i altres membres de la família foren eliminats (la major part el 1289),
El seu regnat fou en general pacífic. Els mamelucs es van reforçar i el sultà Qalàwun va recuperar els territoris encara en poder dels croats, alguns dels quals com el Regne Armeni de Cilícia o el comtat de Trípoli havien estat vassalls nominals mongols. El 1285 els mamelucs van conquerir la fortaleses de Margat i el 1287 Latàquia i en 1289 Trípoli va caure en mans dels mamelucs.
El 1287, després de la deposició de la princesa salghúrida Abash Khatun de Fars, la província fou formalment annexionada i s'hi va enviar Buqa com a administrador, però alguna de les seves actuacions va provocar oposició i en veure que perdia el favor del kan, va planejar deposar-lo i substituir-lo pel príncep Joskeb o Juskab, cosí d'Arghun, però aquest va revelar el pla. Buqa va intentar fugir però fou atrapat i executat el gener de 1289. Joskeb, sota sospita, fou executat el 6 de juny de 1289. L'oncle d'Arghun, Hülečü, i un cosí, Qarā Noqai, foren arrestats pel príncep Ghazan governador de Khurasan i executats l'octubre de 1289. Sad-ad-Dawla va ocupar el càrrec de visir. La caiguda de Buqa va causar la revolta de Khurasan on estava el general Nowruz (fill d'Argun Aga) que va estar revoltat durant cinc anys; va intentar posar al tron per les províncies orientals a Kinshu, un cosí de l'il-khan, però derrotat finalment va haver de fugir al territori del kan Qaidu.
Va agafar el comandament el 1288 i va anar a Shamakhi per rebutjar una invasió de la regió de Derbent per l'Horda d'Or sota el kan Tama Tokta (Tole Buqa), el qual es va retirar quan s'hi va acostar. El 1289 revoltat el general oirat Nawruz, els seus aliats txagatais va envair els dominis il-kànides. Nawruz va haver de fugir a Transoxiana (o 1290). Va fer front a l'atac Ghazan.
El 1290 va lluitar altre cop contra l'Horda d'Or a la riba del Karasu. El 1291 Nawruz va tornar una segona vegada al Khurasan amb suport txagatai, i el príncep Ghazan que després de la mort del pare no va rebre reforços, es va haver de retirar.
En política exterior va intentar establir una aliança franco-mongola contra els mamelucs i va arribar a prometre que si Jerusalem era conquerida hi aniria per ser batejat, però els europeus ja no estaven interessats a les croades i les seves propostes no van tenir continuïtat. El 1285 va enviar una ambaixada i una carta al papa Honori IV La carta recordava les relacions familiars del kan amb els cristians i proposava una actuació conjunta contra els musulmans a Síria.

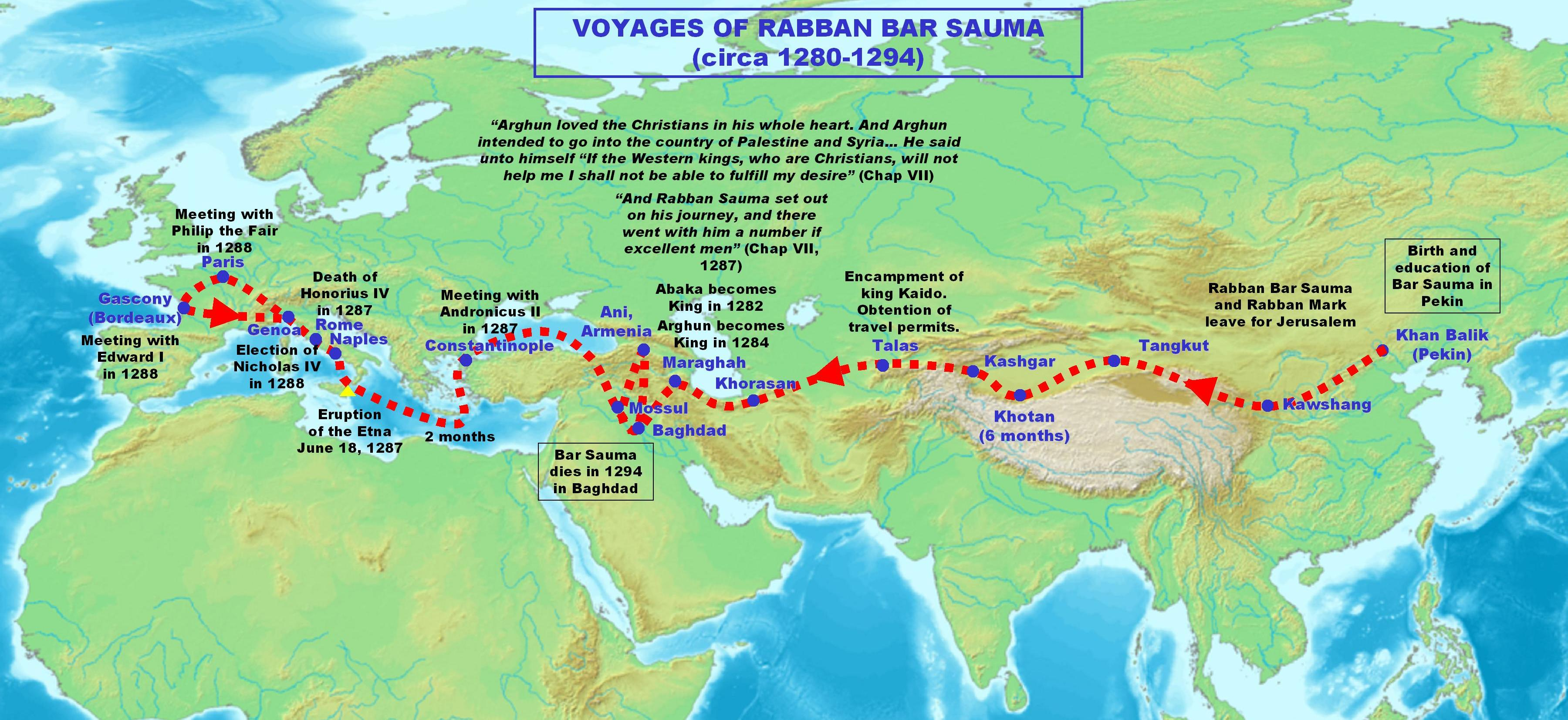
Ambaixador d'Arghun (Rabban Bar Sauma) que va anar a Pekín, Roma, París i Bordeus

Sembla que no va tenir resposta a la seva carta i va enviar una ambaixada el 1287 dirigida pel monjo xinès nestorià Rabban Bar Sauma, amb l'objectiu de concretar l'aliança militar per conquerir Jerusalem. Les respostes foren positives però poc clares. Sauma va tornar el 1288 amb cartes positives del Papa Nicolau IV, Eduard I d'Anglaterra, i Felip IV de França.

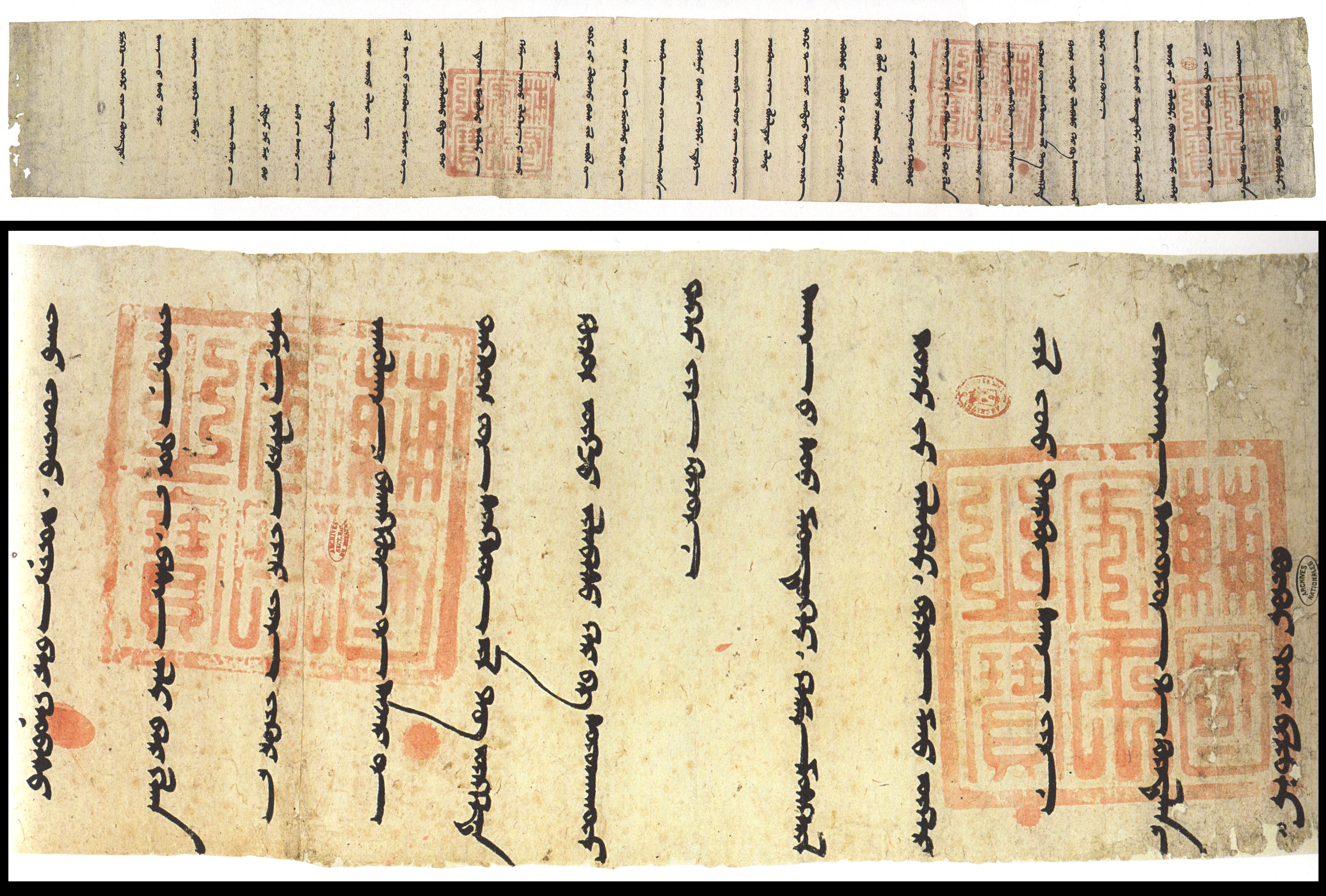
Carta de 1289 al rei Felip IV de França

El 1289, Arghun va enviar una tercera ambaixada dirigida per Buscarel de Gisolfe, un genovès establert a Pèrsia. Volia determinar el moment concret en què els exèrcits combinats entrarien en acció i oferia entrar amb les seves tropes quan els croats desembarquessin a Acre. Buscarel va ser a Roma entre el 15 de juliol i el 30 de setembre de 1289, i a París el novembre i desembre de 1289. Va lliurar al rei Felip IV de França una carta d'Arghun on s'intentava fixar l'ofensiva per a l'hivern del 1290 o la primavera del 1291. Després va anar a Anglaterra i va portar una carta a Eduard I (va arribar a Londres el 5 de gener de 1290); el rei es va mostrar entusiasmat però va traspassar al Papa la tasca de fixar la data.
El 1290, Arghun va iniciar un programa de construcció de naus a Bagdad per tenir vaixells que molestessin el comerç dels mamelucs a la mar Roja. Gènova li va enviar 800 fusters i mariners per ajudar. Poc després el govern genovès va cancel·lar el projecte i a més al port de Bàssora van esclatar lluites entre genovesos güelfs i gibel·lins.
El mateix 1290 Arghun va enviar la seva quarta ambaixada dirigida per Andrew Zagan (o Chagan), que havia acompanyat a l'anterior a Buscarel, junt amb un cristià anomenat Sahadin. El 5 de gener de 1291 el Papa Nicolau IV va proclamar la nova croada i va negociar els acords amb Hethum II de la Petita Armènia, amb Arghun, amb el patriarca Jacobita, amb el negus d'Etiòpia i amb els georgians; s'animava a seguir a Eduard I a la croada però ja era massa tard, car el 18 de maig de 1291 Acre fou conquerida pel Soldanat Mameluc.
| «                                                                  | Sota el poder de l'etern cel, el missatge del gran rei, Arghun, al rei de França…, deia: He acceptat la paraula que vostra mercè ha enviat per mitjà dels missatgers sota Sayma Sagura (Bar Sauma), dient que si els guerrers del Kan envaeixen Egipte vostra mercè els donarà suport. Ens us oferim també el nostre suport anant allà per a la fi de l'hivern de l'any del Tigre (1290), adorant el cel, i establint a Damasc a la primavera següent (1291). | » |
| — Carta de Arghun a Felip el Bell, 1289, fitxers Reials de França. | |   |

L'agost el papa va enviar una carta a Arghun i el va informar dels plans d'Eduard I per anar a Terra Santa i recuperar-la, i demanant l'ajut mongol. i demanava al kan de rebre el baptisme i marxar a Terra Santa., Tanmateix, Arghun va morir abans de tot això, el 10 de març de 1291. Nicolau IV va morir el març de 1292 i la croada es va esvair. Eduard I va enviar un ambaixador (Geoffrey de Langley) al successor d'Arghun, el seu germà Gaikhatu el 1292, però els contactes no van donar fruits.
D'aquesta aliança van derivar noms italians com Can Grande ("Gran Khan"), Alaone (Hulagu), Argone (Arghun) o Cassano (Ghazan).

## Mort d'Arghun Khan
La causa de la seva mort fou una droga dels budistes (Arghun era budista) que suposadament allargava la vida i que va prendre repetidament; primer es va recloure a Tabriz, i la droga li va causar una malaltia crònica; sospitant d'un enverinament o bruixeria de les seves dones i concubines en va fer una matança que lògicament no va tenir cap efecte. Als cinc mesos va morir a Baqča (Arran) el 10 de març de 1291 i fou enterrat a la muntanya Sudjas de manera secreta conforme a la tradició.
Fou pare de Ghazan, Yesu i Timur, dels quals el primer i tercer van regnar a Pèrsia com Il-khans però el successor immediat fou el seu germà Gaikhatu (o Gaykhatu).
A la mort d'Arghun el visir Shams al-Dawla fou assassinat junt amb Ordu Qia per un grup d'emirs dirigits per Tagačar, i va seguir un progrom contra els jueus.

## Marco Polo
Arghun va perdre a la seva esposa preferida Bolgana i va demanar al seu besoncle i aliat Kubilai Khan l'enviament d'una parenta de la difunta com a nova companya. Kubilai li va enviar la princesa de 17 anys Kökötchin ("Blava", o "Dama Celestial") i va encarregar a Marco Polo que l'acompanyés per terra i mar fins a l'Índia i Pèrsia. El viatge va durar dos anys i Arghun va morir abans de l'arribada, i llavors la princesa es va casar amb el fill del kan, Ghazan.